# Goldriegel
Goldriegel är en utlöpare i Österrike.   Den ligger i förbundslandet Steiermark, i den centrala delen av landet, 180 km sydväst om huvudstaden Wien. Goldriegel ligger 1 381 meter över havet. Närmaste större samhälle är Scheifling, 17 km söder om Goldriegel. 